# Trigonura euthyrrhini
Trigonura euthyrrhini is een vliesvleugelig insect uit de familie bronswespen (Chalcididae). De wetenschappelijke naam is voor het eerst geldig gepubliceerd in 1921 door Dodd.